# El Centroamericano (газета)
«El Centroamericano» — ежедневная газета, одно из крупнейших печатных изданий Никарагуа.

## История
Издание газеты началось в 1917 году в городе Леон (втором по значению после столицы торгово-экономическом и культурном центре страны).
Типографская краска и газетная бумага для выпуска газеты (также как для всех остальных печатных изданий страны) импортировались, так как в стране они не производились.
В 1968 году тираж газеты составлял 4 тыс. экз..
В начале 1980-х годов тираж газеты составлял 25 тыс. экз..